# Деспард, Эдуард
Эдвард Маркус Деспард (англ. Edward Marcus Despard, 1751—1803) — ирландский офицер на британской службе во время войны за независимость США. В битве при Чёрной реке вместе с Джеймсом Лори возглавлял британский отряд, который нанес решительный удар по испанцам и позволил британцам закрепиться на Москитовом берегу. После войны в звании полковника был назначен суперинтендантом будущего Британского Гондураса. В 1790 году был отозван в Лондон для дачи юридических объяснений своего поведения, был обвинен в растрате и провел два года, с 1792 по 1794-й, в заключении. После освобождения увлекся революционными идеями и организовал неудачный заговор, в ходе которого планировалось свержение и убийство Георга III, захват банка Англии и Тауэра. Был обвинен в государственной измене и четвертован 21 февраля 1803 года.